# Comportamento autodestrutivo

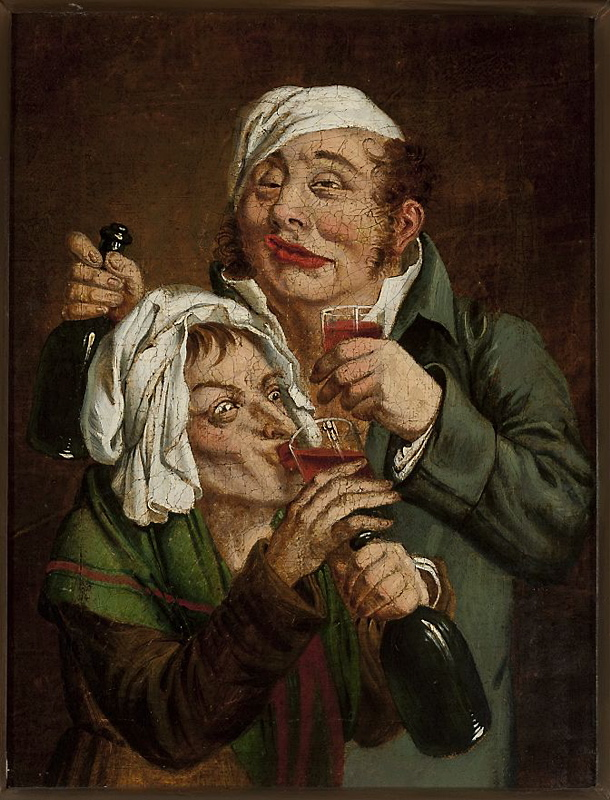
O alcoolismo é uma forma de comportamento autodestrutivo. Um par de bêbados por Jan Feliks Piwarski

Comportamento autodestrutivo é qualquer comportamento que seja prejudicial — ou potencialmente prejudicial — para a pessoa que se envolve em tal comportamento.
Comportamentos autodestrutivos têm sido demonstrados por muitas pessoas ao longo dos anos. É um comportamento contínuo, com um extremo da escala sendo o suicídio. As ações autodestrutivas podem ser deliberadas, surgidas do impulso ou desenvolvidas como um hábito. O termo, no entanto, tende a ser aplicado à autodestruição que é fatal ou que é potencialmente formadora de hábitos (viciante) e, portanto, potencialmente fatal. O comportamento autodestrutivo é frequentemente associado a doenças mentais, como transtorno de déficit de atenção e hiperatividade, transtorno de personalidade limítrofe ou esquizofrenia.

## Origem
O comportamento autodestrutivo foi estudado pela primeira vez em 1895 por Freud e Ferenczi, quando reconheceram pela primeira vez como as experiências traumáticas afetavam o desenvolvimento das crianças. Freud e Ferenczi notaram que as crianças que foram criadas em um ambiente insalubre eram mais frequentemente as que agiriam e participariam de um comportamento autodestrutivo.
Freud concluiu que o comportamento autodestrutivo é influenciado pelo ego ou superego e pela agressão. Dependendo de quão fortemente influenciado alguém é, isso aumentará a intensidade de seu comportamento destrutivo. A culpa é um fator determinante para o superego de uma pessoa. Por exemplo, crescer com pais alcoólatras pode aumentar o comportamento autodestrutivo de alguém porque eles se sentem culpados por não terem fornecido a ajuda que os pais precisavam. Como não conseguiram ajudar seus pais a superar esses obstáculos, sentem como se seus pais tivessem falhado por causa deles. Então, eles se prejudicam a si mesmos como um mecanismo de enfrentamento de sua culpa e fracasso.
Freud afirma ainda que a agressão no comportamento autodestrutivo é influenciada por um motivo pessoal. Assim como os fatores culturais e do ambiente podem desempenhar um papel importante nisso, os fatores sociais também podem. Por exemplo, digamos que uma criança foi intimidada durante todo o ensino médio, para se livrar de sua dor a criança agiria com comportamentos autodestrutivos, como automutilação ou gritos.
Com as investigações, Freud e Ferenczi formularam a hipótese de que as pessoas com comportamento autodestrutivo sofrem de "fantasias proibidas, e não de memórias", o que significa que, uma vez que a ação não deve ser feita, as pessoas autodestrutivas têm um impulso mais forte para fazer essas ações.
O comportamento autodestrutivo vem em muitas formas diferentes que variam de pessoa para pessoa. Portanto, superego e agressão são diferentes em cada pessoa.

## Formas
O comportamento autodestrutivo pode ser usado como um mecanismo de enfrentamento quando a pessoa está se sentindo sobrecarregada. Por exemplo, diante de uma avaliação escolar premente, a pessoa pode escolher sabotar seu trabalho em vez de lidar com o estresse. Isso impossibilitaria a submissão (ou aprovação) da avaliação, mas eliminaria a preocupação associada a ela.
O comportamento autodestrutivo também pode se manifestar em uma tentativa ativa de afastar outras pessoas. Por exemplo, elas podem ter medo de "estragar" um relacionamento. Em vez de lidar com esse medo, os indivíduos socialmente autodestrutivos se envolvem em comportamentos irritantes ou alienantes para que os outros os rejeitem primeiro.
Formas mais óbvias de autodestruição são transtornos alimentares, transtornos por uso de álcool, transtornos por uso de substâncias, vício em sexo, automutilação e tentativas de suicídio.
Um aspecto importante do comportamento autodestrutivo é a incapacidade de lidar com o estresse decorrente da falta de autoconfiança — por exemplo, em um relacionamento, se a outra pessoa é verdadeiramente fiel (“como eles podem amar alguém como eu?”); no trabalho ou na escola, se é possível a realização de tarefas e prazos ("não tem como eu terminar todo o meu trabalho no prazo"). As pessoas autodestrutivas geralmente carecem de mecanismos de enfrentamento mais saudáveis, como afirmar limites pessoais. Como resultado, elas tendem a sentir que mostrar que são incompetentes é a única maneira de se desvencilhar das exigências.
Indivíduos bem-sucedidos podem autossabotar destrutivamente suas próprias realizações; isso pode ser resultado de um sentimento de ansiedade, não merecimento ou de um desejo impulsivo de repetir a "subida ao topo".
O comportamento autodestrutivo é frequentemente considerado sinônimo de automutilação, mas isso não é exato. A automutilação é uma forma extrema de comportamento autodestrutivo, mas pode aparecer em muitas outras formas. Assim como a experiência pessoal pode afetar o quão extremo é o comportamento autodestrutivo, a automutilação reflete isso. No geral, a experiência pessoal e os problemas de saúde mental são o que afeta a automutilação.

## Causas
Traumas na infância por meio de abuso sexual e físico, bem como cuidados parentais interrompidos, têm sido associados a comportamentos autodestrutivos. Geralmente, comportamentos como esse resultam da falta de realização de mecanismos saudáveis de enfrentamento. Como não há muito foco em problemas específicos de saúde mental, tais como comportamento autodestrutivo, as pessoas não estão sendo educadas sobre formas específicas que poderiam beneficiar ou mesmo impedir essas pessoas de agir.
Além disso, pessoas que sofreram algum tipo de trauma, como abuso ou negligência, podem desenvolver problemas psicológicos que podem levar a problemas maiores. Além disso, uma necessidade de atenção ou uma sensação de bem-estar pode causar esse comportamento. Um excelente exemplo disso seria o vício em drogas ou álcool. Nos estágios iniciais, as pessoas tendem a facilitar o caminho para esses comportamentos não saudáveis porque isso lhes dá uma sensação prazerosa. No entanto, com o passar do tempo, torna-se um hábito que eles não conseguem parar e começam a perder esses sentimentos de prazer facilmente. Quando esses sentimentos param, o comportamento autodestrutivo aumenta porque eles não são capazes de fornecer a si mesmos aquele sentimento que faz com que a dor mental ou física desapareça.

## Estágios de mudança
Mudar o comportamento autodestrutivo de uma pessoa pode ser difícil e pode incluir estágios importantes pelos quais a pessoa passa no caminho da recuperação. Os estágios fundados por Prochaska e DiClemente (1982) incluíam pré-contemplação, contemplação, preparação, ação, manutenção e término.